# 歯周治療学
歯周治療学（ししゅうちりょうがく、英語：periodontics）は、歯科保存学の一分野で、歯牙周囲に発生する疾病に関して研究、分析、治療を行うものである。また、歯周病学（periodontology）や歯周療法学とも呼ばれ、歯学部・歯科大学に研究室が存在するのが一般的であり、研究に従事しているものは歯科医師に加えて、感染症専門医や歯周病専門医の資格を有する者がいるが、中には薬剤師や理学部出身者などの研究者も在籍している。
歯周病の治療を取り扱う歯周治療学においては、歯の支持組織や歯周組織の構造を探求し、歯周疾患の疫学的調査や局所的・全身的因子、治療法と予防法の研究がなされている。特に、歯周治療の治療計画については、初期治療、根治的療法と再評価、メインテナンス療法の三相に分類された治療が一般的であるが、その方法論については複数のアプローチがなされている。

## 関係する学会
- 日本歯周病学会／日本臨床歯周病学会
- 歯科基礎医学会／日本歯科保存学会
- 日本感染症学会／日本環境感染学会／日本口腔感染症学会
- 日本ウイルス学会／日本細菌学会／日本病理学会